# Tryphon atratus
Tryphon atratus là một loài tò vò trong họ Ichneumonidae.